# لين سوميدا
لين سوميدا (隅田 凜) (12 يناير 1996 في فوجيساوا في اليابان – )؛ هي لاعبة كرة قدم كانت تلعب كلاعب وسط. ولعبت مع منتخب اليابان لكرة القدم للسيدات.

## وصلات خارجية
- لين سوميدا على موقع الاتحاد الدولي (مؤرشف)  (الإنجليزية)
- لين سوميدا على موقع قاعدة بيانات كرة القدم.إي يو (الإنجليزية)
- لين سوميدا على موقع Soccerway.com (الإنجليزية)
- لين سوميدا على موقع عالم كرة القدم.نت (الإنجليزية)